# 유시마촌 (구마모토현)
유시마촌(일본어: 湯島村)은 일본 구마모토현 아마쿠사군에 설치되었던 촌이다. 현재의 가미아마쿠사시에 해당한다.
유시마(일본어: 湯島)는 구마모토현 가미아마쿠사시, 오야노정에 해당하는 아마쿠사 제도에 속해 있는 섬이다.

## 개요
시마바라 반도와 아마쿠사 제도의 중간에 위치하며 면적 0.52km, 둘레 약 6.5km나 넓다. 기복이 심하고 언덕이 많아 섬 내 이동 수단은 원동기장치자전거가 많다.
인구는 1995년 기준 505명, 2017년 기준 약 280명, 그 중 70세 이상 고령자가 약 180명이었다.섬 주민보다 길고양이의 수가 많다고 한다

## 교통
섬 내에는 대중교통이 없다.섬 밖과의 교통으로서 유시마 상선이 가미아마쿠사시의 에토우와의 사이를 1일 5왕복 운항하고 있다. 소요시간 30분, 운임은 편도 600엔.
에후지와도 출발: 8:15 10:00 13:15 15:00 17:30
유시마 출발: 7:30 9:00 12:00 14:00 16:00
1962년 2월부터 2007년 9월까지 미스미항에도 1일 1회 왕복 운항하였다. 현재 미스미항에는 전세기로 운항하고 있다.

## 학교
- 가미아마쿠사 시립 유시마 초등학교
- 가미아마쿠사 시립 유시마 중학교

## 참고 문헌
- 角川日本地名大辞典編纂委員会, 『角川日本地名大辞典 43 熊本県』1987, 角川書店